# II زفيكي 73
II Zwicky 73(المعروف أيضا باسم Zw II 73) هي مجرة محدبة حلقية-قطبية في كوكبة العواء، تبعد حوالي 250 مليون سنة ضوئية عن الأرض. حظيت هذه المجرة بأهمية علمية كبيرة نتيجة اكتشاف عدد قليل جداً من المجرات القطبية. II Zw 73 هو بيئة غنية بالغاز، ويظهر مسح سلووان الرقمي للسماء أنه يشبه إلى حد بعيد مجرة NGC 660، وهي الأكثر شهرة من جميع المجرات الحلقية القطبية.
وتعرف هذة المجرة أيضا باسم: PGC 54461, UGC 9796, MCG+07-31-48, and PRC A-06